# Tábatha
Tábatha Dainara Santos da Silva (São Leopoldo, 29 de março de 1996) é uma futebolista brasileira que atua como atacante. Natural de São Leopoldo, Rio Grande do Sul, a jogadora iniciou sua carreira na base do Grêmio, ganhou notoriedade na Ferroviária e atualmente joga no WFC Ramat Hasharon, de Israel.
A jogadora é conhecida como “guerreira predestinada” na cidade de Araraquara pela sua atuação na Copa Libertadores Feminina, em 2015, quando marcou dois dos três gols que levaram a Ferroviária ao título continental inédito, jogando a final contra o Colo Colo, do Chile.

## Carreira
Tábatha iniciou sua carreira na categoria de base Grêmio, mas ganhou notoriedade no futebol ao atuar pelo Ferroviária, carinhosamente chamado de 'Ferrinha' pelos torcedores. Outra curiosidade, as jogadoras do Ferroviária são chamadas de Guerreiras Grenás. Com a camisa grená, Tábatha conquistou o Campeonato Brasileiro de Futebol Feminino e Copa do Brasil Feminina de 2014, além do vice-campeonato Campeonato Paulista e também o vice da Copa do Brasil de 2015. Ela também esteve presente na segunda Libertadores Feminina de 2016, mas a equipe saiu de forma precoce na primeira fase. Além disso, ela foi a artilheira do Campeonato Paulista de 2017. 
Com atuações de destaque no futebol brasileiro, Tábatha foi contratada pelo WFC Ramat Hasharon, de Israel, em 2017. Há duas temporadas no futebol israelense, a jogadora é campeã da Copa do Estado de Israel, além de ter sido artilheira da Liga.